# Great Officers of State
Met de Great Officers of State worden in het Verenigd Koninkrijk traditionele, door de Kroon benoemde ministers bedoeld. Deze minister erven hun posities, of worden benoemd.
Het betreft grotendeels ceremoniële functies, maar er zijn ook bepaalde uitvoerende taken aan de positie verbonden. Er bestaan afzonderlijke Great Officers of State voor Engeland en Schotland en voorheen ook voor Ierland. de reden dat veel van de taken ceremonieel zijn is dat in het verleden de Great Officers of State na verloop van tijd zo invloedrijk werden, dat hen de macht werd ontnomen of werd teruggegeven aan de Kroon.
In middeleeuwse monarchiën bestond de regering over het algemeen uit de koning en zijn gevolg. Later werd dit de "koninklijke huishouding" (Royal Household) genoemd. Uit deze huishouding ontstonden de grootofficieren die zowel huishoudelijke als staatsaangelegenheden behartigden. Later werden sommige functies gesplitst in een Officer of State en een Officer of the Household. Veel van de taken werden erfelijke titels, waarmee de praktische invulling van positie steeds meer naar de achtergrond verdween.

## Engeland (en Wales)
De Great Officers van het voormalige koninkrijk Engeland (bestaande uit Engeland en Wales) zijn hieronder weergegeven. De hoogste post (Lord High Steward) is al sinds 1421 onbezet, waardoor de Lord Chancellor feitelijk de belangrijkste Officer of State is.
| Rang | Officer                       | Huidige                                  | Vervanger                                                | Royal Household     |
| ---- | ----------------------------- | ---------------------------------------- | -------------------------------------------------------- | ------------------- |
| 1    | Lord High Steward             | Vacant                                   | Chief Justiciar (in het verleden)                        | Lord Steward        |
| 2    | Lord High Chancellor          | Shabana Mahmood                          | Lord Keeper of the Great Seal (in het verleden)          |                     |
| 3    | Lord High Treasurer           | First Lord of the Treasury               | Second Lord of the Treasury: Chancellor of the Exchequer |                     |
| 4    | Lord President of the Council | Lucy Powell                              |                                                          |                     |
| 5    | Lord Privy Seal               | Angela Smith, Baroness Smith of Basildon |                                                          |                     |
| 6    | Lord Great Chamberlain        | de Baron Carrington                      | Lord High Treasurer                                      | Lord Chamberlain    |
| 7    | Lord High Constable           | Vacant                                   | Earl Marshal                                             | Master of the Horse |
| 8    | Earl Marshal                  | de Hertog van Norfolk                    |                                                          | Master of the Horse |
| 9    | Lord High Admiral             | Vacant                                   |                                                          |                     |

## Schotland
De term "officer of state" wordt in Schotland soms in algemene zin gebruikt voor een belangrijke functie onder de Kroon, maar er zijn ook een aantal formele Great Officers of State en Great Officers of the Crown. Net als in Engeland zijn veel posten erfelijk. Een aantal historische posten verviel op of kort na het Verdrag van de Unie in 1707.

### Officers of State
| Rang    | Officers of State      | Huidige                                               |
| greater | greater                | greater                                               |
| ------- | ---------------------- | ----------------------------------------------------- |
| 1       | Lord High Chancellor   | vervallen in 1707 Keeper of the seal, Nicola Sturgeon |
| 2       | Lord High Treasurer    | vervallen in 1707                                     |
| 3       | Lord Privy Seal        | vacant sinds 1922                                     |
| 4       | Lord Secretary         | vervallen in 1709                                     |
| 5       | Lord Justice General   | Colin Sutherland Lord Carloway                        |
| lesser  |                        |                                                       |
| 6       | Lord Clerk Register    | Lord Mackay of Clashfern Baron van Clashfern          |
| 7       | Lord Advocate          | James Wolffe                                          |
| 8       | Treasurer-depute       |                                                       |
| 9       | Lord Justice Clerk     | Leeona Dorrian                                        |
| joined  |                        |                                                       |
|         | Comptroller            | Lord High Treasurer                                   |
|         | Master of the Requests | Lord Secretary                                        |

### Officers of the Crown
Er is in Schotland ook een groep ceremoniële functies die wel "Officer of the Crown" wordt genoemd, maar geen "Officer of State" is:
| Order | Officers of the Crown           | Huidige                                        |
| ----- | ------------------------------- | ---------------------------------------------- |
| 1     | President of the Council        |                                                |
| 2     | High Chamberlain                |                                                |
| 3     | Great Steward of Scotland       | William, hertog van Rothesay (prins van Wales) |
| 4     | Lord High Constable of Scotland | Graaf van Erroll                               |
| 5     | The Knight Marischal            |                                                |
| 6     | Earl Marischal                  |                                                |

Anders dan de Officers of State, namen deze officers geen deel aan officiële bijeenkomsten en hadden geen stemrecht.